# Lintneria biolleyi
Lintneria biolleyi là một loài bướm đêm thuộc họ Sphingidae. Loài này có ở Costa Rica và Guatemala.
Sải cánh khoảng 90 mm. Nó gần giống loài Lintneria lugens.
Ấu trùng có lẽ ăn các loài Lamiaceae (như Salvia, Mentha, Monarda và Hyptis), Hydrophylloideae (như Wigandia) và Verbenaceae species (như Verbena và Lantana).